# محمد بن مقن
الشَّيخ الأمِير أبُو عَبدِ الله مُحَمَّد بن مَقَن بن المُقَلَّد الأكبَر العُقَيلِي، من أمراء بني عقيل ومشايخهم، كانت له الإمارة في سامراء وأعمالها، كان أديباً وشاعراً من بيت إمارة وتقدم، وكان فيه شحّ وإمساك، فكان شديد البخل. كان يحب أن يدعى الشيخ الأمير.
كان إذا انتهى من طعامه، يضع ما تبقى من الخبز في الأواني، ويخلطه بالماء الساخن، ثم يضيف إليه أنواع المرَق المختلفة، سواء كانت حامضة أو حلوة، باردة أو حارة، ثم يدعو المحتاجين لتناول الطعام. فقيل له: "لو أفردت كل طعام لكان أحب إليهم!"، فأجاب: "هذا لا يأكله إلا مضطر إليه، وإذا ميزنا الأطعمة رغب فيها من لا حاجة له بها".

## نسبه
هو: الأمير مُحَمَّد بن مَقَن بن المُقَلَّد الأَكْبَر بن جَعفَر بن عَمرو بن المَهيَا بن عَبد الرَحمن بن يزِيد بن عَبد الله بن زَيد بن قَيس بن حُوثَة بن طَهقَة بن رُبَيعَة بن حُزْن بن عُبَادَة بن عُقَيل بن كَعَب بن رَبِيعَة بن عَامِر بن صَعصَعَة بن مُعَاوِيَة بن بَكر بن هَوَازِن بن مَنصُور بن عِكرَمَة بن خَصفَة بن قَيس عَيلَان بن مُضَر بن نِزَار بن مَعَد بن عَدنَان.

## شعره
من شعره:
البيت 3: يكن، كتب أيضاً أكن، لكن الأصل يكن.

## شهده فتنة القرامطة
شهد محمد مع القرامطة أخذ الحجر الأسود.
حدّث أبو الحسن ابن الصناديقي البزاز قال: قلت له يوماً: "أيّها الشيخ الأمير بالذي يغفر ذنبك أنت فيمن قلع الحجر الأسود" فأمسك وكررت عليه القول، وكان في الموضع غُليّم من صبيان البادية، فقال (للغلام): "الحقْ بأهلك يا غليّم" وأخذ بكتفي وجعل يضرب رأسي بعمود البيت ويقول: "كنت فيمن ردّه يا فُضوليُّ" ويكرر القول والفعل.

## وفاته
توفي محمد بن مقن سنة 401 هـ / 1011 عن 110 سنوات هجرية.